# Hojerizah
Hojerizah foi uma banda de rock formada em 1983 por Toni Platão, Flávio Murrah, Marcelo Larrosa e Álvaro Albuquerque na cidade do Rio de Janeiro.
A banda lançou em 1984 um compacto simples pela BB Records/Polygram contendo as músicas Que Horror e Pros Que Estão em Casa, que seria regravada em seu primeiro LP lançado pelo selo Plug da BMG - Ariola em 1987.
Após a reunião da banda no ano de 1999 foi lançada a coletânea Hot 20 que contém quase todos as canções dos álbuns, tendo ficado de fora: Dentes da Frente e Que Horror do primeiro disco e Inocente Flor do segundo disco.

## Membros
- Manolo Kaos Martins - vocais (1982-1983)
- Toni Platão - vocais (1983-1989, 1999, 2009), guitarra base[3] (1982 - 1983)
- Flávio Murrah - guitarra solo (1982-1989, 1999, 2009)
- Marcelo Larrosa - baixo (1982-1989, 1999, 2009)
- Rogério Vieira - bateria[3] (1982-1983)
- Paulo Henrique - bateria[3] (1983-1984)
- Álvaro Albuquerque - bateria (1984-1989, 1999, 2009)

## Discografia

### Álbum de estúdio
Hojerizah (1987)
Disco de estreia, lançado em 1987 pelo selo Plug da gravadora RCA/Ariola, em formato LP e nunca relançado em CD.
| Lista de faixas |                                                  |                               |         |  |
| N.º             | Título                                           | Compositor(es)                | Duração |  |
| 1.              | "Passos"                                         | Flávio Murrah                 | 3:30    |  |
| 2.              | "Tempestade em Viena"                            | Flávio Murrah                 | 3:40    |  |
| 3.              | "Dentes da Frente"                               | Flávio Murrah/Rômulo Portella | 3:30    |  |
| 4.              | "Pros Que Estão em Casa"                         | Flávio Murrah/Rômulo Portella | 3:43    |  |
| 5.              | "Roma"                                           | Flávio Murrah                 | 4:27    |  |
| 6.              | "Sol"                                            | Flávio Murrah                 | 2:46    |  |
| 7.              | "Senhora Feliz"                                  | Flávio Murrah                 | 4:18    |  |
| 8.              | "Cinzas Que Queimam"                             | Flávio Murrah                 | 2:28    |  |
| 9.              | "Tempo Que Passa" (Participação de Dominguinhos) | Flávio Murrah/Toni Platão     | 4:38    |  |
| 10.             | "Pessoas"                                        | Flávio Murrah                 | 2:48    |  |
| Duração total:  | Duração total:                                   | Duração total:                | 35:48   |  |

Pele (1988)
Segundo disco de estúdio, lançado em 1988 pela RCA, em formato LP e como o disco de estreia não foi relançado em CD.
| Lista de faixas |                                                                                  |                                            |         |  |
| N.º             | Título                                                                           | Compositor(es)                             | Duração |  |
| 1.              | "Gritos"                                                                         | Flávio Murrah                              | 4:03    |  |
| 2.              | "Setembro"                                                                       | Flávio Murrah                              | 3:22    |  |
| 3.              | "A Lei"                                                                          | Flávio Murrah                              | 4:31    |  |
| 4.              | "Avenidas"                                                                       | Flávio Murrah                              | 4:38    |  |
| 5.              | "A Verdade Simples"                                                              | Flávio Murrah/Toni Platão                  | 4:01    |  |
| 6.              | "Em Torno da Mesma Volta"                                                        | Flávio Murrah                              | 3:26    |  |
| 7.              | "Fogo"                                                                           | Flávio Murrah/Toni Platão                  | 4:17    |  |
| 8.              | "A Pele"                                                                         | Flávio Murrah                              | 2:37    |  |
| 9.              | "Belos e Malditos"                                                               | Flávio Murrah/Toni Platão                  | 4:56    |  |
| 10.             | "Pecados"                                                                        | Flávio Murrah/Toni Platão                  | 3:00    |  |
| 11.             | "Canção da Torre Mais Alta" (Poema de Jean Arthur Rimbaud/ Tradução de Lêdo Ivo) | Jean Arthur Rimbaud/Lêdo Ivo/Flávio Murrah | 4:05    |  |
| 12.             | "Inocente Flor"                                                                  | Flávio Murrah                              | 4:27    |  |

### Singles e EPs
| Ano  | Título                | Detalhes do álbum |
| ---- | --------------------- | --- |
| 1985 | Hojerizah             | - Gravadora: BB Records, selo da Polygram - Compacto de 7" gravado na BB Records, com duas faixas Que Horror e Pros Que Estão em Casa. A boa repercussão do compacto resultou no convite da RCA para gravar o álbum de estreia. |
| 1985 | Disco Mix Dose Tripla | - Gravadora: BB Records, selo da Polygram - Promocional de 12" com a faixa Que Horror e os grupos Billy Bond & Os Desconhecidos de Sempre e Água Brava.                                                                         |
| 1988 | Disco Mix             | - Gravadora: RCA - Promocional de 12" com a faixa A Lei e os grupos Picassos Falsos, Nenhum de Nós, Engenheiros do Hawaii, TNT e DeFalla.                                                                                       |

### Compilações e aparições
| Ano  | Título                       | Detalhes do álbum |
| ---- | ---------------------------- | --- |
| 1988 | Armação Ilimitada (Volume 2) | - Gravadora: Som Livre - Segunda trilha sonora do programa de tv Armação Ilimitada, que contém a música Pros Que Estão em Casa, faixa número 4 do lado B. |
| 1996 | Hojerizah + Picassos Falsos  | - Gravadora: Plug, selo da BMG Ariola - Coletânea lançada em CD com músicas das bandas Hojerizah e Picassos Falsos, ambas com dois discos lançados pelo selo Plug. Das 16 faixas da coletânea as primeiras oito são do Hojerizah e as demais do Picassos Falsos. |
| 1999 | Hot 20                       | - Gravadora: BMG Brasil - CD lançado durante a primeira reunião do grupo, marcando a primeira década do fim da banda. O CD contém quase todas as músicas gravadas nos dois LPs.                                                                                  |